# Castlereagh River (Wilson River)
Der Castlereagh River oder Castlereagh Creek ist ein Fluss in der Region Kimberley im Nordosten des australischen Bundesstaates Western Australia.

## Geografie
Der Fluss entspringt im Westteil des Aboriginesreservates Violet Valley, rund 118 Kilometer nordöstlich von Halls Creek. Von dort fließt er durch vollkommen unbesiedeltes Gebiet nach Norden, wo er am nördlichen Ende des Ostteils der King Leopold Ranges in den Wilson River mündet.